# Morten Thrane Brünnich
Morten Thrane Brünnich (Copenaghen, 30 settembre 1737 – 19 settembre 1827) è stato uno zoologo e mineralogista danese.

## Biografia
Figlio di un pittore specializzato in ritratti, studiò in un primo momento lingue orientali e teologia. Ma, dopo aver letto le opere di Carlo Linneo, si rivolse presto alla storia naturale.
Partecipò alla stesura del Danske Atlas (1763-1781) di Erik Pontoppidan (1698-1764) con le sue osservazioni sugli insetti. Dopo essersi preso cura delle collezioni di storia naturale di Christian Fleischer e del consulente Thott, si rivolse all'ornitologia e pubblicò, nel 1763, Ornithologia Borealis, il primo trattato mai scritto sugli uccelli artici, nel quale descrisse per la prima volta numerose specie. In esso descrisse le specie riportate da Fleischer dalla Boothia. Lo stesso anno pubblicò un libro di entomologia e un trattato sugli edredoni.
Brünnich intrattenne una corrispondenza con molti naturalisti stranieri, tra i quali Carlo Linneo, Peter Simon Pallas e Thomas Pennant.
Pubblicò la sua Entomologia nel 1763. Iniziò poi un lungo viaggio attraverso l'Europa, studiando in particolare i pesci del mar Mediterraneo e le miniere di Cornovaglia e Ungheria. Pubblicò i risultati delle sue osservazioni nel 1768 sotto il titolo di Icthyologia Massiliensis.
Al suo ritorno, Brünnich occupò una posizione di lettore di storia naturale e di economia presso l'università di Copenaghen. Fondò un museo di storia naturale e scrisse un manuale scolastico, le Zoologiae Fundamenta. Consacrò il resto della sua vita allo studio della mineralogia.

## Elenco parziale delle pubblicazioni
- Prodromus insectologiæ Siælandicæ. Kopenhagen 1761.
- Die natürliche Historie des Eider-Vogels. Kopenhagen 1763.
- Eder-Fuglens Beskrivelse. Kopenhagen 1763.
- Tillæg til Eder-Fuglens Beskrivelse. Kopenhagen 1763.
- Entomologia. Godiche, Kopenhagen 1764.
- Ornithologia borealis. Kall & Godiche, Kopenhagen 1764.
- Ichthyologia Massiliensis. Roth & Proft, Kopenhagen, Leipzig 1768.
- Appendix to Cronstedt's Mineralogy. London 1772.
- Zoologiæ fundamenta praelectionibus academicis accommodata. Pelt, Kopenhagen 1771/72.
- Mineralogie. Simmelkiær & Logan, Kopenhagen, St. Petersburg 1777-81.
- Dyrenes Historie og Dyre-Samlingen ud Universitetes Natur-Theater. Kopenhagen, 1782.
- Literatura Danica scientiarum naturalium. Kopenhagen, Leipzig 1783.
- Catalogus bibliothecæ historiæ naturalis. Kopenhagen 1793.
- Historiske Efterretninger om Norges Biergverker. Kopenhagen 1819.
- Kongsberg Sölvbergwerk i Norge. Kopenhagen 1826.

| Brünnich è l'abbreviazione standard utilizzata per le specie animali descritte da Morten Thrane Brünnich. Categoria:Taxa classificati da Morten Thrane Brünnich |